# Thomas Mann (actor)
Thomas Randall Mann Jr. (Portland, Oregón, 27 de septiembre de 1991) es un actor estadounidense. Es más conocido por su papel de Thomas Kub en la comedia Proyecto X y como Greg Gaines en el drama Me & Earl & The Dying Girl.

## Primeros años
Thomas Mann nació en Portland, Oregón. Ha vivido en Dallas, Texas, desde que tenía dos años. Tiene una hermana menor llamada Molly.
Desde muy pequeño participaba en obras de teatro de su escuela. Asistió a la escuela Plano East High School hasta los 17 años, cuando se mudó a California para ser actor. Mantiene muy buena relación con sus compañeros de reparto de Proyecto X.

## Carrera como actor
En 2009, Mann hizo su debut como actor en la sitcom de Nickelodeon iCarly. En octubre de 2010, Mann debutó en el cine junto a Emma Roberts y Zach Galifianakis en la película de comedia-drama It's Kind of a Funny Story. Ese mismo año, Mann fue elegido como el protagonista de la comedia negra Proyecto X. A Mann se le dijo que no podía audicionar para la película ya que los productores sólo deseaban gente sin créditos actorales; Mann recibió finalmente el papel después de acudir a siete audiciones. La película se centra en Thomas Kub, quien da una fiesta por su cumpleaños que, casi desde el principio de la celebración, se le va de las manos. La filmación comenzó en junio de ese mismo año en Los Ángeles, California, con un presupuesto de $12 millones de dólares. La película recibió críticas negativas, pero fue un éxito de taquilla y recaudó más de $100 millones de dólares a nivel mundial. Una secuela planeada se cree que está en fase de desarrollo y no se sabe si Mann volverá.
Ese mismo año, Mann apareció en la película Fun Size, de Paramount Pictures, junto a Victoria Justice, una comedia adolescente que se centra en el personaje de Justice, cuyo hermano se pierde cuando va a una fiesta. Esta cinta marcó el debut cinematográfico direccional del creador de Gossip Girl Josh Schwartz y fue lanzada en octubre de 2012. Fue la primera película de Nickelodeon en ser calificada PG-13, aunque fue un fracaso comercial y en críticas. En 2013 apareció en las películas Hansel & Gretel: Witch Hunters, As Cool As I Am y Beautiful Creatures; mientras que en 2014 fue parte del multielenco de la cinta Welcome To Me.
En 2015, dos de sus películas, Me & Earl & the Dying Girl y The Stanford Prison Experiment, fueron proyectadas en el Festival de Cine de Sundance en enero de 2015, con la primera recibiendo el Grand Jury Award y el Audience Award en el festival. También formó parte de la película Barely Lethal, protagonizada por la actriz nominada al Óscar Hailee Steinfeld.
En el año 2016 se estrenaron varias cintas en las que ha participado, incluyendo Amityville: The Awakening, Blood Father (junto a Mel Gibson) y Brain On Fire (en la que interpreta a Stephen, el novio de Susannah Cahalan, papel que interpreta Chloë Grace Moretz). En 2017 apareció en la película Kong: La Isla Calavera, junto a Brie Larson, Tom Hiddleston y Samuel L. Jackson, entre otros.

## Filmografía
| Año  | Título                                 | Rol                   |
| ---- | -------------------------------------- | --------------------- |
| 2010 | It's Kind of a Funny Story             | Aaron Fitzcarraldo    |
| 2012 | Proyecto X                             | Thomas Kub            |
| 2012 | Fun Size                               | Roosevelt Leroux      |
| 2013 | Hansel and Gretel: Witch Hunters       | Benjamin "Ben" Wosser |
| 2013 | Beautiful Creatures                    | Wesley "Link" Lincoln |
| 2013 | As Cool As I Am                        | Kenny Crauder         |
| 2014 | Welcome To Me                          | Rainer Ybarra         |
| 2015 | Barely Lethal                          | Roger Marcus          |
| 2015 | Me & Earl & the Dying Girl             | Greg Gaines           |
| 2015 | The Stanford Prison Experiment         | Prisionero #416       |
| 2015 | The Preppie Connection                 | Tobias Hammel         |
| 2015 | Outliving Emily                        | Tim (Segmento 1)      |
| 2016 | Blood Father                           | Jason                 |
| 2016 | The Heyday of the Insensitive Bastards | Lee                   |
| 2016 | Memoria                                | Alex                  |
| 2016 | Some Freaks                            | Matt                  |
| 2016 | Brain on Fire                          | Stephen               |
| 2016 | Things You Missed While You Were Gone  |                       |
| 2017 | Kong: La Isla Calavera                 | Reg Slivko            |
| 2017 | Amityville: El Despertar               | Terrence              |
| 2018 | The Land of Steady Habits              | Preston Hill          |
| 2018 | Our House/ Ecos de la Oscuridad        | Ethan                 |
| 2019 | Emboscada final                        | Ted Hinton            |
| 2019 | The Lady and the Tramp                 | Jim Dear              |
| 2019 | Them That Follow                       | Augie                 |
| 2021 | Halloween kills                        | Joven Hawkins         |
| 2022 | About Fate                             | Griffin Reed          |
| 2023 | Parachute                              | Ethan                 |

### Televisión
| Año  | Título     | Rol             | Notas                                   |
| ---- | ---------- | --------------- | --------------------------------------- |
| 2009 | iCarly     | Jeffrey         | Episodio: "iGive Away a Car"            |
| 2009 | The Middle | Brendan Nichols | Episodio: "The Floating Anniversary"    |
| 2017 | Fargo      | Thaddeus Mobley | Personaje secundario; tercera temporada |